# Stazione di Bartolo Longo
Stazione di Bartolo Longo vasútállomás Olaszországban, Nápoly településen.

## Vasútvonalak
Az állomást az alábbi vasútvonalak érintik:
- Botteghelle–San Giorgio a Cremano-vasútvonal

## Kapcsolódó állomások
A vasútállomáshoz az alábbi állomások vannak a legközelebb:
- Stazione di Vesuvio de Meis (Stazione di Napoli Porta Nolana, Napoli-San Giorgio railway)
- Stazione di San Giorgio a Cremano (Stazione di San Giorgio a Cremano, Napoli-San Giorgio railway)